# Dworzec Terespolski w Warszawie
Dworzec Terespolski, także Dworzec Brzeski – dawny dworzec końcowy Kolei Warszawsko-Terespolskiej w Warszawie, zbudowany w XIX wieku. Jego jedyny zachowany fragment znajduje się przy ul. Kijowskiej 14a.

## Historia
Dworzec wybudowano w latach 1864–1865 według projektu Alfonsa Kropiwnickiego. Po przedłużeniu linii kolejowej do Brześcia nazwę zmieniono na Dworzec Brzeski. 
W latach międzywojennych dworzec zmienił nazwę na Dworzec Wschodni.
Zniszczony został w 1939 (II wojna światowa), w trakcie bombardowania Warszawy przez Luftwaffe. Jedynym reliktem budynku dworca jest zachowany fragment ryzalitu wschodniego − części przyziemia z charakterystycznymi wysokimi, półkoliście zamkniętymi oknami, w którym ulokowano skup złomu. Niewielki budynek ma adres ul. Kijowska 14a. W 2021 został wpisany do rejestru zabytków.

## Galeria

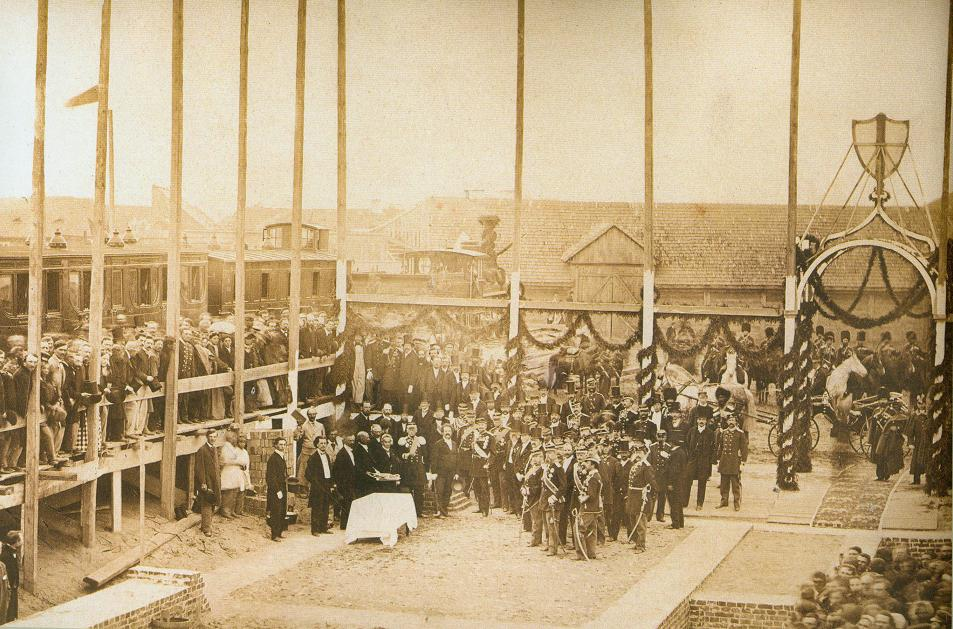
Wmurowanie kamienia węgielnego pod budowę dworca
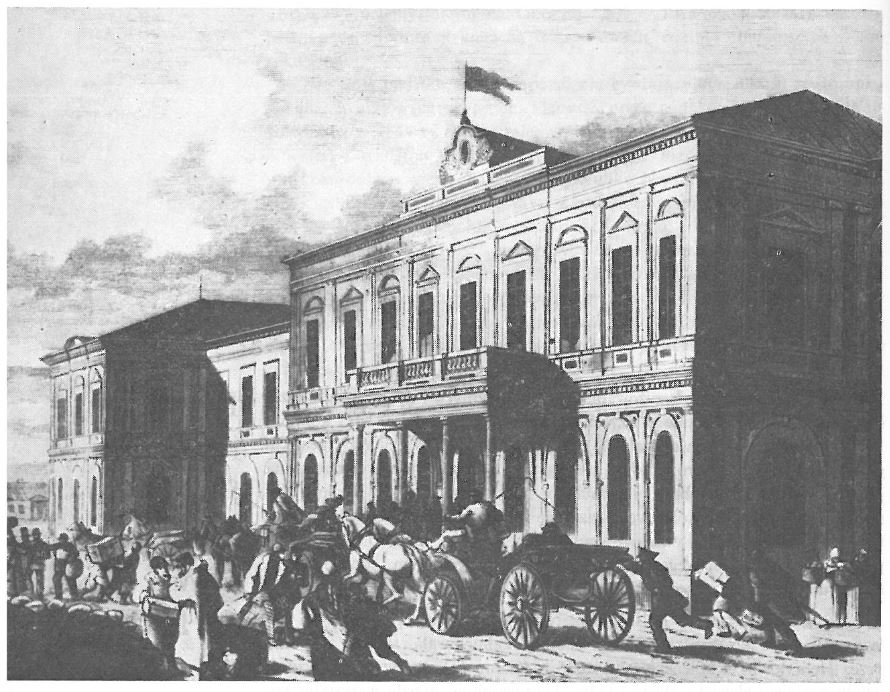
Budynek Dworca Terespolskiego
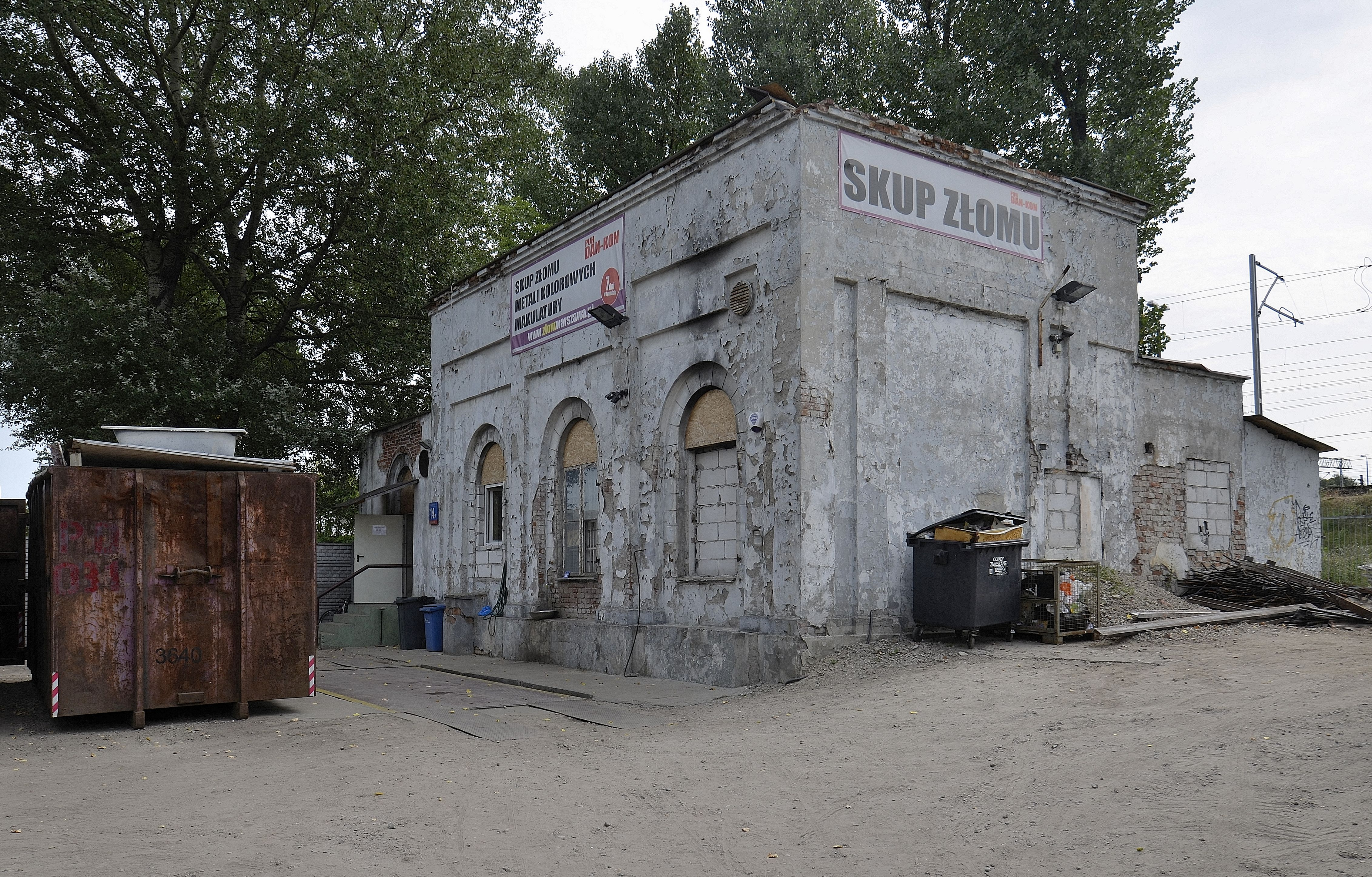
Jedyny zachowany fragment dworca